# Coppa Caduti di Brema
La Coppa Caduti di Brema, in breve Coppa Brema, è una competizione a squadre di nuoto, organizzata sotto l'egida della Federazione Italiana Nuoto.

## Storia
La competizione è nata per commemorare le vittime della Tragedia di Brema. È aperta unicamente alle società natatorie civili, non ai gruppi sportivi militari.

## Regolamento

### Dal 2022-2023
Dalla stagione 2022-2023 il format della Coppa Brema è stato cambiato. La fase regionale non è più seguita da una fase conclusiva nazionale in primavera: l’esito dipende dai punti raccolti dalle società nella fase regionale, che dà luogo a una classifica nazionale per l’assegnazione dello scudetto di campione italiano a squadre femminile e maschile.

### Format precedente
Fino al 2022 si aveva la costituzione di 3 serie: A1, A2 e B. Dopo la fase preliminare regionale, che si svolgeva a dicembre, si stilava la classifica generale nazionale che determinava l'accesso alle finali delle 3 serie, che si svolgevano solitamente verso marzo, dopo i campionati primaverili di nuoto. In serie A erano ammesse le prime 8 società del settore maschile e femminile, in serie A2 andavano le società che si posizionavano dal nono al 16º posto ed infine in serie B quelle che stavano dal 17º al 40º posto.